# Nikita Chabalkine
Nikita Alekseïevitch Chabalkine (en russe : Никита Алексеевич Шабалкин), né le 9 octobre 1986 à Ordjonikidze, en République socialiste fédérative soviétique de Russie, est un joueur russe de basket-ball. Il évolue au poste d'ailier fort.

## Palmarès

### En club
- Vainqueur de l'Euroligue en 2006 avec le CSKA Moscou.
- Champion de Russie en 2006 avec le CSKA Moscou.
- Vainqueur de la coupe de Russie en 2006 avec le CSKA Moscou.
- Vainqueur de l'EuroCup Challenge en 2007 avec le CSK Samara.
- Vainqueur de la coupe de Russie en 2008 avec le CSK Samara.

### Sélection nationale
- Membre de l'équipe russe des moins de 18 ans pour championnat d'Europe 2004.
- Champion d'Europe des moins de 20 ans 2005.
- Champion d'Europe 2007.
- Troisième du championnat d'Europe 2011.

### Distinction personnelle
- Participation au All-Star Game russe en 2007.